# 145
El año 145 (CXLV) fue un año común comenzado en jueves del calendario juliano, en vigor en aquella fecha.
En el Imperio romano el año fue nombrado el del consulado de  Adriano y César, o menos frecuentemente, como el 898 ab urbe condita, siendo su denominación como 145 a principios de la Edad Media, al establecerse el anno Domini.

## Acontecimientos
- Antonino Augusto Pío y su hijo adoptivo (quien será uno de sus sucesores) Marco Aurelio César ejercen el consulado. Ambos habían compartido la dignidad consular cinco años antes, en 140.
- Marco Aurelio se casa con Faustina la Menor, una hija de Antonino Pío.
- Flavio Arriano se convierte en arconte de Atenas.

## Nacimientos
- 11 de abril: Septimio Severo, emperador romano (m. 211)

## Fallecimientos
- Plauto Silvano, noble romano.
- Han Chongdi, emperador de la dinastía Han de China (n. 143)